# Старокатоличка црква
Старокатоличка црква је назив за скуп хришћанских цркава и верских заједница које припадају западнохришћанској традицији, а настале су одвајањем од Римокатоличке цркве након Првог ватиканског концила (1869-1870). До одвајања је дошло услед спора око нових догматских учења, која су озваничена на поменутом концилу, што се у првом реду односило на догму о папској непогрешивости. Противници таквих новина нису желели да прихвате догматску радикализацију, већ су тражили да се западно хришћанство врати својим изворним начелима, из времена пре Великог раскола. Услед таквог залагања за изворне, односно старе традиције хришћанског Запада, прозвани су старокатолицима. Први кораци као организовању старокатолика учињени су на скуповима који су током 1870. и 1871. године одржани у Нирнбергу и Минхену, након чега је уследила постепена изградња сопствених црквених установа, на челу са новоизабраним старокатоличким бискупима. Тиме су у разним областима средње Европе створене посебне старокатоличке цркве, које су се 1889. године удружиле у Утрехтску унију старокатоличких цркава.
Старокатолици одбацују римокатоличке догме о папској непогрешивости и безгрешном зачећу, а такође не прихватају свештенички целибат, неразрешивост брака и римокатоличко тумачење свете тајне исповести. Практикују причест у оба вида и народни језик у литургији. Свештенике и бискупе бирају сами верници на скупштинама жупа и црквеним саборима. Старокатолички бискупи се окупљају сваке две године на општем сабору у холандском граду Утрехту, где се налази седиште Утрехтске уније старокатоличких цркава.

## Организација
Старокатоличке цркве се деле на две основне скупине. Прву чине главне старокатоличке цркве, које припадају Утрехтској унији старокатоличких цркава, основаној 1889. године. У другу скупину се убрајају све остале старокатоличке цркве, које су такође груписане у посебне скупине или делују самостално. Током историје, у разним старокатоличким црквама је долазило до унутрашњих подела и раскола, услед чега су настајале нове старокатоличке цркве, тако да у данашње време широм света постоји знатан број међусобно повезаних или самосталних цркава које припадају старокатоличкој традицији.

### Утрехтска унија старокатоличких цркава
Утрехтској унији старокатоличких цркава припадају:
- Холандска старокатоличка црква
- Немачка старокатоличка црква
- Швајцарска старокатоличка црква
- Аустријска старокатоличка црква
- Чешка старокатоличка црква
- Пољска старокатоличка црква
- Хрватска старокатоличка црква

### Скрантонска унија старокатоличких цркава
Скрантонској унији старокатоличких цркава припадају:
- Пољска национална старокатоличка црква
- Нордијска старокатоличка црква

### Светски савет народних католичких цркава
Светски савет народних католичких цркава (енг. World Council of National Catholic Churches) је посебна организација која окупља Словачку старокатоличку цркву и са њом удружене старокатоличке провинције и викаријате у разним државама. На челу ове уније је словачки старокатолички надбискуп Августин Бачински, који такође носи и наслов патријарха. Светски савет народних католичких цркава окупља старокатоличке традиционалисте, који не прихватају увођење либералних новина, као што су избор женског свештенства и признавање истополних заједница. За разлику од осталих старокатолика, припадници ове уније на богослужењима помињу римског папу и условно прихватају римокатоличку догму о папској непогрешивости.

## Старокатолицизам на просторима бивше Југославије
Први кораци ка стварању старокатоличких заједница на овим просторима учињени су већ за време аустроугарске власти, која је признавала старокатоичку цркву као једну од законитих верских заједница у аустријској половини државе, укључујући словеначке земље, Истру и Далмацију. До организовања посебне старокатоличке цркве дошло је тек након стварања Југославије (1918), када је скупина римокатоличких свештеника иступила из Римокатоличке цркве и формирала Хрватску старокатоличку цркву (1923), која је свог првог бискупа добила 1924. године у личности Марка Калођере, ранијег римокатоличког свештеника и сплитског каноника. Југословенске власти су подржале овај покрет, тако да се мрежа старокатоличких жупа и викаријата проширила по читавој држави. Већ у то време, међу старокатолицима је долазило и до повремених унутрашњих подела, које су знатно ослабиле заједницу. У Београду су старокатолици имали капелу у Дубровачкој 1, у згради основне школе.
На другој страни, Римокатоличка црква се жестоко противила настанку и развоју Старокатоличке цркве у Југославији. Загребачки надбискуп Алојзије Степинац је био непомирљиви непријатељ старокатолика, за које је говорио да су "trulež na našem narodnom organizmu". Његова жеља да се старокатолицизам забрани и угуши остварена је за време постојања НДХ (1941-1945), када су усташке власти завеле терор над овом верском заједницом и њеним свештеницима и верницима, од којих су многи пострадали у логорима, а међу њима је био и изабрани бискуп Анте Донковић, који је убијен у концентрационом логору Јасеновац.
Након ослобођења Југославије, започела је постепена обнова старокатолицизма. Поред првобитне бискупије у Хрватској, посебне старокатоличке бискупије су установљене у Словенији (1946), Србији (1954) и Босни и Херцеговини (1965), а на државном нивоу је био основан и Савез старокатоличких цркава Југославије. Комунистичке власти у Југославији нису спутавале развој старокатоличке цркве, већ су у томе виделе корисно средство за сузбијање утицаја Римокатоличке цркве. Упркос томе, међу самим старокатолицима је долазило до нових унутрашњих подела које су наставиле да слабе заједницу. Посебне старокатоличке бискупије су се постепено угасиле, чак и пре распада Југославије (1991-1992). На крају су се одржале само поједине жупе у Хрватској, које су остале под окриљем Утрехтске уније старокатоличких цркава.
Традиционално добри односи између Српске православне цркве и Утрехтске уније старокатоличких цркава, који су изграђени током 20. века, настављени су и у савременом добу, путем разних облика међуцрквене сарадње.
Почетком 21. века, на просторима бивше Југославије су се појавиле и неке друге старокатоличке организације, које не делују под окриљем Утрехтске уније старокатоличких цркава. Тако је у Хрватској, а потом и у Србији, под окриљем Светског савета народних католичких цркава, почела да делује нова старокатоличка организација на чијем се челу налази Леонардо Бег, који је установио посебне генералне викаријате, за подручје Хрватске, односно Србије, али ни једна од тих организација још увек није уписана у регистре верских заједница у Хрватској и Србији.